# Édith Comeau-Tufts
Édith Comeau-Tufts, née en 1919 à Saulnierville et morte le 19 décembre 2010 dans la même localité, est une essayiste, conteuse et poète acadienne.
Elle est connue pour son engagement communautaire, notamment en faveur des femmes acadiennes, ainsi que pour sa foi religieuse. 

## Biographie

### Origines et enfance
Édith Comeau-Tufts naît en 1919 à Saulnierville.

### Études
Après ses études secondaires à Saulnierville, Édith Comeau-Tufts poursuit une formation en sciences commerciales au Maritime Business College de Halifax, puis obtient un diplôme de secrétaire de la Business Educators’ Association of Canada à London, en Ontario, en 1939. Elle complète ensuite sa formation par des cours d’art culinaire offerts par le département d’éducation permanente de la Nouvelle-Écosse, ainsi que par des cours de français à l’Université Sainte-Anne.

### Parcours professionnel
Entre 1939 et 1942, puis de 1964 à 1983, Édith Comeau-Tufts occupe divers postes de secrétariat et de gestion administrative à Halifax et à Pointe-de-l’Église. Elle collabore à plusieurs publications, dont Le Courrier de la Nouvelle-Écosse et la revue Plumes d’icitte. Elle participe également à la préparation de la section francophone de l’anthologie de chansons L’âge d’or chante (N.S. Seniors in Song). En tant que recherchiste, elle contribue à l’ouvrage Cuisine traditionnelle en Acadie de Melvin Gallant et Marielle Boudreau. Elle intervient aussi à la radio, notamment sur les ondes de Radio-Canada à Moncton.
Son ouvrage Acadienne de Clare combine approche historique et portraits biographiques de femmes issues de la région de la Baie Sainte-Marie. 

### Autres engagements
Édith Comeau-Tufts est l’une des membres fondatrices de l’association des Dames patronnesses de la Colonie de la jeunesse acadienne, ainsi que de l’Association des femmes acadiennes de Clare. Elle s’engage activement dans la valorisation du rôle des femmes au sein de la société acadienne, à travers des actions communautaires, éducatives et culturelles. Son implication contribue à la reconnaissance du patrimoine et de la mémoire collective des femmes de la Baie Sainte-Marie.

### Vie privée et mort
Édith Comeau-Tufts est mère de quinze enfants et grand-mère de 35 petits-enfants. Elle commence à écrire à la retraite. 
Elle décède le 19 décembre 2010 à l’âge de 91 ans. Ses funérailles ont lieu à Saulnierville, en présence de membres de sa famille et de représentants de la communauté acadienne.

## Distinctions et honneurs
- 1977 : Membre de l’Ordre du Canada [3][4].
- 1981 : Officière de l’Ordre de la Fidélité française[4].
- 1991 : Doctorat honorifique de l’Université Sainte-Anne[4].

## Œuvres
- Édith (Comeau) Tufts, Acadienne de Clare (essai), Saulnierville (N.-É.), Chez l’auteur, 1977, 93 p.
- Le Petit Acadien. Son identité en images : Livre à lire et à colorier (ill. Valérie Pelletier), Saulnierville (N.-É.), Chez l’auteur, 1978, 80 p.
- Esprit de Noël par téléphone (conte) (ill. Valérie Pelletier), Yarmouth (N.-É.), Lescabot, 1979, 11 p.
- Melvin Gallant, Ginette Gould, et Édith Comeau-Tufts, Portraits d’écrivains, Moncton, Éditions de l’Acadie, 1982, 50 p.